# Tija de sillín

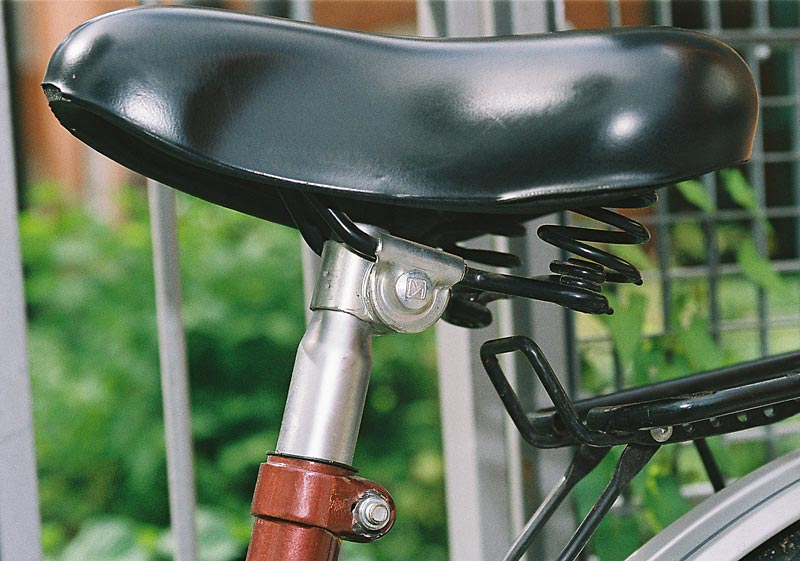
Tija de sillin

Una tija de sillín es un tubo generalmente de aluminio o acero que une el sillín de la bicicleta con el tubo del asiento del cuadro de la bicicleta. Existen muchos diámetros diferentes incluso dentro de un mismo fabricante que suelen ir desde los 21.15 mm hasta los 31.8 mm por lo que en caso de tener que cambiarse es importante tener en cuenta este dato con exactitud. Los valores más pequeños suelen corresponder a bicis de peor calidad.
Actualmente la parte superior que se engancha con el sillín es prácticamente estándar usándose un sistema basado en la sujeción del tubo del sillín con un sistema de sujeción de los tubos paralelos del sillín. Existe la excepción de las bicicletas de niños pequeños o de adultos de baja calidad en las que el enganche puede ser diferente.
Reservándose su uso más a las bicicletas de carrera que a las de montaña también podemos encontrar tijas de fibra de carbono que a pesar de ser más ligeras, no se suelen recomendar para bicicleta de montaña al ser más fáciles de quebrar si son golpeadas.
La mayoría de las tijas de bicicleta suelen llevar una marca consistente en una fila de pequeñas líneas verticales que indican el límite de altura que puede alcanzar. Si se sobrepasa este límite se corre el riesgo de que el agarre sea deficiente con la consiguiente caída de la bicicleta o rotura de la misma.